# Fenamidon
Fenamidon ist eine chemische Verbindung aus der Gruppe der Imidazoline und ein von Rhône-Poulenc entwickeltes und 2001 eingeführtes Fungizid, welches heute von Bayer CropScience vertrieben wird.

## Gewinnung und Darstellung
Ausgehend von (S)-2-Methyl-2-phenylglycin (1) wird im Rahmen einer vierstufigen Synthese zuerst eine Veresterung zum Methylester (2) durchgeführt und der Ester anschließend mit Thiophosgen zum entsprechenden Thioisocyanat-Derivat (3) umgesetzt. Durch Zugabe von Phenylhydrazin wird das Thiohydantoin-Derivat (4) erhalten, welches im finalen Schritt zu Fenamidon (5) methyliert wird.
Zu Beginn der Produktion fielen stark riechende Nebenprodukte an.

## Wirkung und Verwendung
Fenamidon besitzt denselben Wirkmechanismus wie die Strobilurine. Die Wirkung beruht auf der Hemmung vom Komplex III der Atmungskette, der Cytochrom-c-Reduktase an der Qo-Stelle.
Es wirkt sowohl protektiv als auch kurativ.

## Zulassung
In den Staaten der EU ist Fenamidon seit dem 14. August 2018 nicht mehr zugelassen. Auch in der Schweiz sind keine Pflanzenschutzmittel mit diesem Wirkstoff mehr zugelassen. Für Broccoli gilt dort ein relativ hoher Rückstandshöchstgehalt von 5 Milligramm Fenamidon pro Kilogramm.
Zudem wird Wirkstoff auch auf dem brasilianischen Markt vertrieben.